# HK Partizan Belgrad
Der HK Partizan (Hokej Klub Partizan, Хокејашки клуб Партизан, oft nur Partizan) ist die Eishockeyabteilung des serbischen Sportvereins Partizan Belgrad aus Belgrad, welcher 1945 gegründet wurde und in der Serbischen Eishockeyliga spielt.
Seine Heimspiele trägt der Club in der Ledena dvorana Pionir aus.

## Geschichte
Partizan Belgrad konnte bislang zehnmal die Serbische Eishockeyliga bzw. deren Vorgänger-Liga, die jugoslawische Eishockeymeisterschaft, gewinnen. Erstmals wurde der Club 1948 Landesmeister. Diesen Titel verteidigte man zwischen 1951 und 1955, so dass er gleich fünfmal in Folge Meister wurde. Nach einer über 30 Jahre andauernden Durststrecke wurde Partizan 1986 erneut Meister. Seither folgten in den Jahren 1994 und 1995 sowie 2006 bis 2016 weitere aufeinanderfolgende Meistertitel.
Zudem nahm der Verein von 2007 bis 2009 an der Pannonischen Liga teil, der fünf Teams aus Serbien und zwei aus Kroatien angehörten.
Von 2009 bis 2012 nahm Partizan in der slowenischen Slohokej Liga teil. In der ersten Spielzeit erreichte der Club den vierten Tabellenrang und qualifizierte sich damit für die Play-offs. In diesen unterlag die Mannschaft im Finale dem HDK Maribor in der Best of Three-Serie mit 1:2. Aufgrund des Auftritts in der slowenischen Liga musste Partizan erst im Finale der Serbischen Playoffrunde antreten. Das Team von HK Spartak, welches sich für das Finale qualifiziert hatte, konnte in allen drei Spielen nicht antreten und somit erlangte Partizan die Serbische Eishockeymeisterschaft 2010 kampflos und den insgesamt 14. Meistertitel. 2011 und 2012 gewann jeweils Partizan die Slohokej Liga.

## Erfolge
- Meister der Slohokej Liga: 2011, 2012
- Meister der Balkan Liga: 1994
- Serbischer Meister: 1994, 1995, 2006, 2007, 2008, 2009, 2010, 2011, 2012, 2013, 2014, 2015, 2016
- Jugoslawischer Meister: 1948, 1951, 1952, 1953, 1954, 1955, 1986
- Jugoslawischer/Serbischer Pokal: 1966, 1986, 1995